# Isola Wislow
Wislow è una piccola isola del gruppo delle Fox nell'arcipelago delle Aleutine orientali e appartiene all'Alaska (USA). Ha una lunghezza di soli 160 m; si trova nella baia di Reese sulla costa settentrionale dell'isola di Unalaska.